# Sol-gel

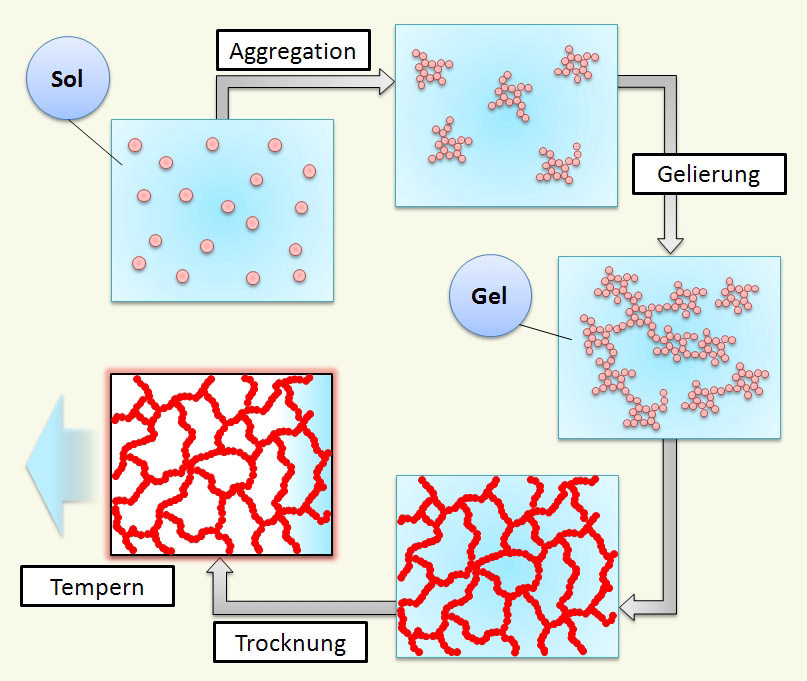
Schéma procesu sol-gel

Metoda sol-gel je syntetický proces, při kterém dochází k přeměně koloidu na gel. Získaný porézní gel je následně chemicky vyčištěn. Žíháním gelu při vysoké teplotě vznikne oxidický materiál o vysoké čistotě. Gel může být před transformací dopován různými látkami, což umožňuje připravovat materiály s velmi rozdílnými vlastnostmi. Tato metoda se často využívá při přípravě keramických materiálů nebo tenkých filmů z oxidů kovů. Tyto produkty nacházejí uplatnění v optice, elektronice, senzorech a také ve vesmírných projektech.

## Princip
Sol-gelový proces slouží převážně pro přípravu skel a keramických materiálů. Jde v podstatě o transformaci kapalného systému (koloidní sol) na pevnou fázi (gel). Tímto způsobem lze připravit materiály s velkou variabilitou vlastností: velmi jemné prášky, monolitickou keramiku a skla, keramická vlákna, anorganické membrány, tenké filmy a aerogely.
Sol je tvořen pevnými částicemi s rozměry v řádu stovek nanometrů, často se jedná o kovové soli suspendované v kapalné fázi. V typickém vodném sol–procesu je prekurzor podroben sérii hydrolytických a polymeračních reakcí. Tímto způsobem částice kondenzují a v roztoku vznikají pevné makroskopické útvary.

## Využití
Materiály získané pomocí sol-gelových metod mají široké uplatnění v praxi. Jednou z největších oblastí jsou tenké filmy; ty se uplatňují především v materiálech pro optiku, elektrooptické komponenty, ochranné a dekorační povlaky.
Díky viskozitě připraveného solu je možné snadno připravit optická a ohnivzdorná keramická vlákna pro optické senzory a tepelnou izolaci.
Velmi jemné a homogenní keramické prášky lze získat srážením. Tyto prášky složené z jedné nebo více látek lze vyrobit v rozměrech v řádu mikrometrů a menších. Využití nacházejí v zubním lékařství a biomedicínských aplikacích. Kompozitní prášky se často používají v zemědělství (například jako herbicidy).
Pomocí sol-gelových procesů je možné snadno včlenit kovy nebo jejich oxidy do struktury zeolitů.
Mezi další oblasti využití těchto materiálů patří keramické membrány pro mikrofiltaci, ultrafiltaci a reverzní osmózu.
Pokud se ze získaného gelu odstraní rozpouštědlo v superkritických podmínkách (teplota je vyšší než kritická teplota pro dané rozpouštědlo), vznikne aerogel. Tyto látky jsou velmi porézní a mají nízkou hustotu. Klasickým sušením gelů vzniká xerogel.

## Historie
První zmínka o sol-gelových metodách pochází z 50. let 20. století. Jednalo se o pokusy připravit práškovitý oxid uraničitý a oxid thoričitý pro jaderná paliva bezprašnou cestou.